# Châtel-Gérard
Châtel-Gérard je francouzská obec v departementu Yonne, v regionu Burgundsko-Franche-Comté. V roce 2008 zde žilo 255 obyvatel..